# Jackson Kelly
Kelly — модель электрогитары Jackson. Оригинальный дизайн был разработан гитаристом австралийской хэви-метал группы Heaven Келли Брэдфордом.

## Описание
Kelly выглядит как немного сглаженный Gibson Explorer и чаще всего используется в тяжёлых направлениях музыки. Благодаря оригинальной форме корпуса, гитара обладает уникальным тоном и сустейном. Гитара имеет тонкий 24-ладовый «скоростной» гриф, конструктивно расположенный немного дальше относительно корпуса, благодаря чему становится легче играть в высоких позициях.
Корпус изготавливается из ольхи, либо из ольхи с кленовым топом. Гриф изготавливается из клёна и имеет конструкцию «сквозь корпус». Гитара комплектуется двумя звукоснимателями типа хамбакер и бриджем Floyd Rose.
KBX, также известный как Kelly Bass, представляет собой четырёхструнный бас с двумя активными хамбакерами и трёхполосным эквалайзером.

## Известные исполнители
Из известных музыкантов, использующих Kelly можно отметить Марти Фридмана (ex- Megadeth), Nergal (Behemoth), Брэндона Эллиса (The Black Dahlia Murder) и Джеффа Лумиса (ex- Nevermore, Arch Enemy). На басовой версии Kelly играет Дэвид Эллефсон (Megadeth).

## Модели

### Kelly Std (Снята с производства)
Kelly Std является частью серии Professional (японская линия гитар на импорт) с середины 90-х. Имеет корпус из тополя, два хамбакера (J-50 у грифа и J-95C в бриджевой позиции), бридж JT580LP, 1 регулятор громкости, трёхпозиционный переключатель звукоснимателей, 24-ладовый кленовый гриф, имеющий конструкцию «на болтах» с палисандровой накладкой и инкрустацией в виде точек.

### Kelly XL (Снята с производства)
Kelly XL представляет собой обновлённую версию Kelly Std. Отличия заключаются в окантовке грифа и головки и инкрустации в виде «акульего зуба».

### Kelly Pro (Снята с производства)
Представляет собой модернизированную версию Kelly XL. Изменения коснулись конструкция грифа — «сквозь корпус», палисандровую накладку сменила эбеновая (чёрное дерево), бридж заменили на JT590.

### KE1F (Снята с производства)
KE1F — это вариация модели KE1 с бриджем Original Floyd Rose Double-Locking Tremolo вместо ранее использовавшегося Kahler AMP3310.

### KE2
KE2 — это модель производства США серии Select, является одной из лучших моделей Jackson. Корпус выполнен из ольхи со сквозным 24-ладовым грифом с накладкой из чёрного дерева. Два хамбакера Seymour Duncan SH2N Jazz в нековой позиции и Seymour Duncan TB4 JB у бриджа. Поставляется с Original Floyd Rose Double-Locking тремоло.

### KE2T (Снята с производства)
KE2T является версией KE2 с бриджем tune-o-matic со струнами сквозь корпус вместо Original Floyd Rose.

### KE3 (Снята с производства)
Имеет корпус из ольхи с 24-ладовым грифом из твёрдого клёна «на болтах» с палисандровой накладкой. Два хамбакера Seymour Duncan SH2N Jazz (c 2006г) или Duncan Designed 103B (1996-2005г) в нековой позиции и Seymour Duncan TB4 JB (c 2006г) или Duncan Designed 103N (1995-2005г) у бриджа. KE3 поставляется с низкопрофильным лицензионным бриджем Floyd Rose JT580LP.

### KE5FR (Снята с производства)
Имеет корпус из ольхи с 24-ладовым «сквозным» (гриф сквозь корпус) грифом из твёрдого клёна с палисандровой накладкой. Два хамбакера Seymour Duncan Jazz в нековой позиции и Seymour Duncan JB у бриджа. Комплектуется тремоло Floyd Rose FRT-O2000 и чёрной фурнитурой.

### JS30KE
Модель из серии JS начального уровня. Производится в Индии. Первоначально имела корпус из ольхи, позже корпус стал производиться из индийского кедра с 24-ладовым грифом из твердого клёна «на болтах» с палисандровой накладкой. Два хамбакера Jackson CVR2 и бридж tune-o-matic со струнами сквозь корпус. В настоящее время существует модель, аналогичная JS30KE, но со вставками в виде «акульих зубов» — JS32T Kelly.

### KSTX (Jackson Kelly Star)
Jackson Kelly Star или KSXT — это цельнокорпусная электрогитара радикальной формы от Jackson для внутреннего японского рынка. Доступны с бриджем Floyd Rose. Комплектуются датчиками типа хамбакер от производителей Jackson, EMG и Seymour Duncan.